# Villapaterna
Villapaterna es un despoblado que actualmente forma parte del concejo de Espejo, que está situado en el municipio de Valdegovía, en la provincia de Álava, País Vasco (España).

## Historia
Documentado desde 1028, en que se dice que estaba entre el concejo de Bachicabo y la localidad de Villamaderne.